# Trichopelma grande
Espèce
Trichopelma grande est une espèce d'araignées mygalomorphes de la famille des Theraphosidae.

## Distribution
Cette espèce est endémique de la province de Pinar del Río à Cuba,. Elle se rencontre vers Viñales.

## Description
Le mâle holotype mesure 24,4 mm.

## Systématique et taxinomie
Cette espèce a été décrite par Ortiz et Fonseca en 2024.

## Publication originale
- Ortiz & Fonseca, 2024 : « A hairy giant among dwarves: Trichopelma grande, a distinct new species of tarantula from Cuba (Araneae: Theraphosidae). » Journal of Natural History, vol. 58, no 45/48, p. 2189-2205.